# Skok wiary
Skok wiary (od ang. leap of faith) – akt wiary w coś bez istnienia (lub wbrew istnieniu zaprzeczających) dowodów empirycznych. Wyrażenie to jest powszechnie przypisywane Sørenowi Kierkegaardowi; jednakże on sam nigdy go nie użył, jako że odnosił się do skoku jako skoku do wiary. Skok wiary zdaniem Kierkegaarda wymaga błędu niedostatecznego uzasadnienia, ponieważ jest on wykonywany przez wiarę.